# Fehér Tibor (színművész, 1921–1984)
Fehér Tibor (Nagyvárad, 1921. március 24. – Miskolc, 1984. augusztus 30.) Jászai Mari-díjas magyar színész, érdemes művész.

## Élete
Pályáját 1938-ban kezdte Aradon, majd több vidéki színházban játszott. 1947-től haláláig a Miskolci Nemzeti Színház tagja volt, 1981-től nyugdíjasként. Táncoskomikus és buffószerepeket alakított nagy sikerrel. Fanyar bölcsességgel megformált karakterszerepek is fűződtek nevéhez. 1959-ben Jászai Mari-díjat, 1978-ban érdemes művész kitüntetést kapott. A Miskolci Nemzeti Színház örökös tagja. Rendezéssel is foglalkozott. Legismertebb filmes alakítása a börtönőr volt A tanú című filmben.

## Színházi szerepei
- Blind, Frosch (ifj. Johann Strauss: A denevér)
- Tigris Brown (Brecht–Weill: Koldusopera)
- Švejk (Hašek–Burian)
- Puzsér (Molnár Ferenc: Doktor úr)
- Böffen Tóbiás (Shakespeare: Vízkereszt, vagy amit akartok)
- Falstaff (Shakespeare: A windsori víg nők)
- Mujkó (Huszka Jenő: Gül Baba)
- Bódog (Szakonyi Károly: Adáshiba)
- Szorin (Csehov: Sirály)
- Csebutikin (Csehov: Három nővér)
- Hervé: Nebáncsvirág
- Haán Endre–Szekeres Ilona: Mesefa virága

## Filmjei
- Hatásvadászok – Móder (1983)
- Pénzt Marijának – Tanító (1980)
- Amerikai cigaretta – Kocsmavezető (1978)
- Fejezetek a Rákóczi-szabadságharcból (1977)
- Fekete gyémántok – Barnard bankár (1977)
- A kard – téeszelnök (1977)
- Kilenc hónap (1976)
- Zenés TV Színház (Szép Galathea) – Mydas, műkereskedő (1976)
- A tanú – Börtönőr